# Coppieters (geslacht)

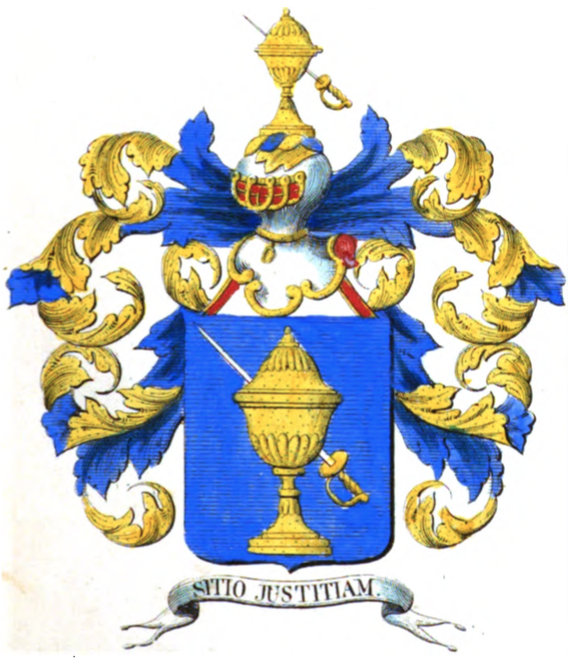
Wapen van de familie Coppieters

Coppieters is een van oorsprong Kortrijkse familie die zich in Brussel en vooral Brugge vestigde en tot de ambtsadel opklom.

## Van herbergier tot ontvanger
Pieter, zoon van Jacob of (Ja)Cob Pieters ligt aan de oorsprong van de familienaam Coppieters, ook soms Koepieters of Coepieters geschreven. Het verhaal van de familie Coppieters begint ergens in het graafschap Vlaanderen in het laatste kwart van de vijftiende eeuw. Tegen het einde van die eeuw werd een Jan Coppieters geboren, die in 1516 of daaromtrent trouwde en een zoon Nicolaas Coppieters (ca. 1516 - 1578) kreeg. Veertig jaar later, in 1557, schreef deze Nicolaas zich samen met zijn vrouw Gerardine Joye en hun zes kinderen (Urias, Karel, Jan, Adriaan, Wilhelmina en Maria) in als burger van Kortrijk. In 1559 kocht hij de herberg De Geete aan op de Markt van Kortrijk en betaalde de koopsom op enkele maanden tijd volledig af.
Een van zijn zoons, Jan Coppieters (1551-1621), klom een stapje hoger op de maatschappelijke ladder. Eerst werd hij ontvanger van de accijnzen op wijn en wat later wijncontroleur. Hij werd ook viskeurder op de vismarkt en na hem bleven nog tot in de achttiende eeuw nazaten lid van de gilde van de visverkopers, ook al oefenden ze het beroep niet zelf uit. In de volgende jaren verwierf Jan het ontvangerschap van de taksen op heel wat activiteiten, op laken en oude klederen, op lederwaren, op gezouten vis, haring en zalm en op ijzerwaren. Nog later werd hij deurwaarder van de kasselrij Kortrijk. Daarbij was hij in zijn vrije uren ook kunstschilder en bracht hij het tot deken van de Sint-Lucasgilde. Ter gelegenheid van zijn huwelijk met Jeanne van der Beke (ong. 1560-1629), met wie hij vijf kinderen kreeg, kocht hij in 1585 een burgershuis aan in de Lange Steenstraat.
Hun vierde kind was Jan Coppieters (1593-na 1641). Hij werd ijkmeester voor de stad Kortrijk en oefende functies uit als belastingontvanger, wat in de lijn lag van de activiteiten van zijn vader. Toen hij dertig werd, huwde hij met Josine de Haene (1593-1632), dochter van de herbergier van De drie leeuwen op de Koornmarkt. Zij stierf in het kinderbed bij de geboorte van haar zesde kind en Jan Coppieters hertrouwde met Maria van der Haghe, de dochter van een kleine notabele in Ardooie.
De oudste zoon uit zijn eerste huwelijk, Jan Coppieters (1624-1686) zette de activiteiten in de ontvangerij verder. Hij werd ontvanger van de taksen op bier en ging op de Kortrijkse Markt wonen In den Gouden Leeuw. Hij was gehuwd met Catherine Ledure (1624-1693), die na zijn overlijden de zaken en onder meer de uitbating van de Gouden Leeuw op zich nam. De acht kinderen uit dit huwelijk vormden de generatie die een aanzienlijke sprong voorwaarts op de maatschappelijke ladder realiseerde:
- Barbe Coppieters (° 1653) huwde met kunstschilder Jan van Moerkerke.
- Catherine Coppieters (1663-1720) huwde achtereenvolgens met majoor Frans Colens († 1686) en baron Alexander Beranger de Beauffin, kapitein bij de Hollandse troepen.
- Jan Coppieters (1656-1705), ontvanger van de stad Kortrijk, wordt hierna meer uitgebreid vermeld.
- Mathias Coppieters (1658-1701) werd ontvanger van een aantal taksen in Kortrijk.
- Jan-Baptist Coppieters (1661-1732), wordt hierna meer uitgebreid vermeld.
- Karel Coppieters (1665-1725) werd kapucijn en pastoor in partibus infidelium in IJzendijke en Middelburg.
- Abraham Coppieters (1668-1728) werd ontvanger in Diksmuide en Nieuwpoort, alsook burgemeester van Diksmuide.
- Paul Coppieters (1671-1715) werd eerst ontvanger in Oostende en nadien in Brugge.

Ontvanger van rechten, taksen en belastingen, dit werd voortaan het hoofdberoep van verschillende generaties Coppieters en het maakte van hen welvarende burgers.

## Jan Coppieters
- Jan Coppieters (Kortrijk, 29 januari 1656 - 19 september 1705) was in 1681 ontvanger van belastingen van Kortrijk. Van 1687 tot 1697 was hij schepen van deze stad. In 1698 werd hij ontvanger van de stad Kortrijk. Hij trouwde in 1675 met een dame de l'Aigle, die al een paar jaar later overleed, nadat ze twee kinderen had ter wereld gebracht. Hij hertrouwde in 1680 met Marie-Françoise Pieters (1661-na 1716) met wie hij twaalf kinderen kreeg.
  - Joseph Coppieters (1687-1759), was erfachtig algemeen ontvanger voor Kortrijk en algemeen ontvanger voor Westelijk Vlaanderen.
  - Charles-Henri Coppieters de Cruyshille (1692-1749), x Anne-Cornelie van Thienevelt (1697). Hij werd algemeen ontvanger van de openbare domeinen in het kwartier van Brugge. In 1733 werd hij opgenomen in de erfelijke adel en mocht hij de Cruyshille aan zijn familienaam toevoegen. Omdat deze verheffing, zoals 146 andere, tijdens de periode 1712-1736 werd toegekend door het Duitse keizerrijk buiten de kennis van de Hoge Raad van de Nederlanden in Wenen, werd ze geannuleerd. In 1734 kreeg hij echter reguliere patenten, geldig vanaf 1733. Meteen kreeg hij er een riddertitel bij. Het echtpaar kreeg elf kinderen.
    - Marie-Anne Coppieters (1719-1755), trouwde in 1745 met haar neef Jacques-Joseph Herregodts de Nieuwmunster
    - Eleonore Maximilien Coppieters (1727-1808) was algemeen ontvanger voor Westelijk Vlaanderen, erfachtig algemeen ontvanger voor Kortrijk en hoogpointer van de kasselrij Kortrijk. Hij trouwde in 1744 met de zeventien jaar oudere Eleonore Coppieters (17..-1781), zijn nicht, met wie hij tien kinderen kreeg.
      - Joseph Coppieters de Tergonde (1749-1806), advocaat, die tegenslag had als reder en naar Polen uitweek.
      - Jean-Baptiste Coppieters de Brameries (1756-1822), burgemeester van het Brugse Vrije.
      - Antoine Coppieters de Tergonde (1757-1831), burgemeester van Kortrijk.

## Jean-Baptiste Coppieters: een succesvolle carrière in moeilijke tijden
De zoon die het nog heel wat verder bracht dan zijn broers en zussen was Jean-Baptiste Coppieters (1661-1732), heer van Vlamertinge, die meteen ook, in 1709, de eerste adellijke Coppieters werd. Toen hij vijfentwintig was werd hij algemeen ontvanger voor de rechten op inkomende en uitgaande goederen in Kortrijk. Van dan af doorliep hij een carrière die hem naar de top zou voeren. Ook al was het een donkere en verwarde periode in de Zuidelijke Nederlanden, hij wist er zich behendig doorheen te slaan en op het goede paard te wedden.
Naargelang de overwinnaar van het ogenblik, stelde hij zich ten dienste van de Spanjaarden (en via hen van de Fransen) of van de geallieerde troepen en de Oostenrijkers. Pas was hij in 1687 algemeen ontvanger in Kortrijk geworden, of de stad werd door de Fransen veroverd. Hij nam de vlucht en werd ingezet voor andere functies buiten de veroverde gebieden. In 1689 werd hij naar Nieuwpoort overgeplaatst, waar hij ontvanger werd, de paspoorten afleverde en de leiding van de versterkingswerken op zich nam. Van daaruit voerde hij zelfs troepen aan tegen de Fransen. In 1692 werd hij, voor rekening van de geallieerden, intendant van Veurne en Ieper, waar hij onder meer de organisatie van de garnizoenen moest regelen.
Na Rijswijk veranderde hij van kamp en werd in 1697 algemeen ontvanger van de domeinen voor het Westkwartier. Van de Spaanse koning en op initiatief van de Bergeyck kreeg hij nog in 1702 en 1705 de verlenging van zijn winstgevende ontvangerschappen.
Toch koos Coppieters vanaf 1706 definitief de zijde van de geallieerden en werd hij een van de lokale vertrouwensmannen van Marlborough, voor wie hij heel wat opdrachten vervulde. Vooral bleek dat hij een uitstekend ontvanger van belastingen was: hij bracht meer gelden binnen dan alle andere ontvangers samen. Als beloning werd hij begin 1709 door de 'Zeemogendheden', in naam van keizer Karel VI bevorderd tot raadsheer en commissaris in de Raad van Financiën, een van de hoogste ambten in de hiërarchie. Deze benoeming hield automatisch verheffing tot erfelijke adeldom in. Hij kreeg tevens de verzekering dat hij zijn vorige winstgevende functies mocht overdragen op zijn zoon. Alleen de hoogste functie, die van trezorier-generaal, kon hij niet bereiken. Toen in 1724 de titularis, burggraaf Thomas de Fraula (1647-1738), te oud werd, diende Coppieters zijn kandidatuur in, maar het was de voorzitter van de Rekenkamer Pierre van der Gote (1656-1731) die de benoeming in de wacht sleepte.
Vanaf zijn benoeming tot raadsheer resideerde Coppieters in Brussel en nam hij deel aan heel wat internationale bijeenkomsten die de financiële nasleep van de oorlogvoering moesten regelen. Daar waar graaf de Bergeyck en anderen die de zijde van de Spaanse koning en dus van Lodewijk XIV hadden gekozen, op non-actief werden gesteld, behoorde Coppieters tot diegenen die beloond werden voor hun trouw aan de mogendheden en aan de Oostenrijkse Habsburgers. Hij verkreeg als residentie het 'Huis van Keizer Karel', zo geheten omdat Karel V er een paar jaar had gewoond vooraleer troonsafstand te doen. Op de plek van deze aanzienlijke woning werd in 1778 de zetel van de Raad van Brabant gebouwd, hetgeen later het Belgisch parlement werd. Coppieters, die na het overlijden van zijn eerste vrouw nog tweemaal hertrouwde, overleed in Brussel op 18 maart 1732 en werd begraven in de kapel van Onze-Lieve-Vrouw in de Sint-Goedelekerk, waar het marmeren grafteken nog te zien is.

## De familie Coppieters in Brugge
Uit zijn eerste huwelijk met Marie-Gerardine van den Bogaerde (1662-1701), die in het kinderbed stierf, had Jean-Baptiste twee zonen en twee dochters. De oudste zoon, Robert Coppieters (1688-1754), werd hoofdontvanger in Kortrijk, algemeen ontvanger voor West-Vlaanderen en schepen van de kasselrij Kortrijk, om na 1722 in Brugge te komen wonen, waar hij ontvanger van belastingen werd voor de Staten van Vlaanderen, schepen van de stad en beheerder van de Burgerlijke Godshuizen. Hij was de vader van Robert Coppieters (1727-1797), die burgemeester van Brugge werd en vooral in de herinnering blijft dankzij het belangrijke dagboek dat hij heeft nagelaten, waarin een levendig beeld wordt opgehangen van het stadsleven, vooral in de revolutieperiode op het einde van de achttiende eeuw.
De tweede zoon van Robert senior was Jan-Baptist Coppieters (Nieuwpoort, 1695 – Brugge, 1783) die, pas negentien, ontvanger werd van de rechten op inkomende en uitgaande goederen in Brabant, een functie die hij zeventien jaar uitoefende. Hij kwam toen naar West-Vlaanderen terug en werd er algemeen ontvanger, alsook ontvanger van de in- en uitvoerrechten in Kortrijk en, in opvolging van zijn broer Robert, eerste schepen van de kasselrij Kortrijk. Naar aanleiding van zijn huwelijk kwam hij naar Brugge wonen, verzaakte aan het poorterschap van Kortrijk en werd vrijlaat onder het ambacht Snellegem. Tien jaar later, in 1742 verkoos hij poorter van Brugge te worden, naar aanleiding van zijn benoeming tot schepen van de stad, wat hij bleef tot in 1767, met onderbrekingen tijdens dewelke hij raadslid of thesaurier was, om te worden opgevolgd door zijn neef Robert, die in 1778 burgemeester werd.
De sociale opgang van de familie drukte zich uit in de huwelijken die werden aangegaan. Toen hij 36 was, trouwde Jean-Baptiste Coppieters in 1731 met Jeanne-Thérèse van Steelant (1707-1749), telg uit een oude adellijke familie. Voor het eerst verenigde zich iemand uit de 'rasadel' met de jonge adellijke stam Coppieters. Zij bracht in haar bruidsschat de heerlijkheid Wallant bij Adegem mee, zodat Jan-Baptist zich voortaan Coppieters 't Wallant ging noemen.

## Vergroeid met het Brugse ommeland
De oudste zoon van het echtpaar Coppieters – van Steelant, Jan-Baptist Coppieters 't Wallant (1732-1787), was de eerste die niet langer lucratieve ontvangerschappen bekleedde: hij was voldoende rijk om als rentenier door het leven te gaan en alleen nog erefuncties uit te oefenen. De ambten van schepen of burgemeester brachten wel voldoende op om van te leven, maar waren niet vergelijkbaar met wat een ontvanger kon binnenrijven. Na zijn licentiaat in de rechten te hebben behaald aan de universiteit van Leuven, was hij vijfentwintig toen hij einde 1757 gemeenteraadslid van Brugge werd. In juni 1765 werd hij schepen van het Brugse Vrije. In die hoedanigheid moest hij vaak op inspectietocht doorheen het uitgestrekte ambtsgebied. De schepenfunctie was zeker geen sinecure. Misschien was het op een van zijn dienstreizen dat hij de kwetsuur opliep die gangreen veroorzaakte in een van zijn benen en zijn overlijden op vijf en vijftigjarige leeftijd veroorzaakte.
Jan-Baptist Coppieters 't Wallant woonde in een grote herenwoning, Sint-Jansstraat nummer 13, samen met zijn zeventien jaar jongere echtgenote, zijn nichtje Isabelle van Zuylen van Nyevelt (1749-1819). Ze had aan de Brugse Academie het schilderen geleerd en werd een niet onverdienstelijk kunstschilder. Dit belette haar niet zeven kinderen ter wereld te brengen.
De oudste was Jean-Baptiste Coppieters 't Wallant (1770-1840), die in Poperinge huwde met de burgemeestersdochter Marie-Thérèse van Renynghe (1769-1837) en die zelf burgemeester van het hoppestadje werd. Vanaf 1818 werd hij raadslid van Brugge, nadien schepen en in 1830 speelde hij een belangrijke rol in de overgang naar de Belgische onafhankelijkheid. Hij werd burgemeester en bleef dit tot aan zijn dood.

## De Constituant Coppieters
De derde zoon van Jan-Baptist, Charles Coppieters (1774-1864), werd een van de voornaamste Bruggelingen van zijn tijd, zowel op het politieke als op het rechterlijke vlak. In 1830 werd hij door de Bruggelingen verkozen om hen te vertegenwoordigen in de Grondwetgevende vergadering.
Hij was in 1803 gehuwd met Thérèse-Marie Stochove (1782-1818), die hem acht kinderen schonk en op zesendertigjarige leeftijd overleed, kort nadat ze aan een tweeling het leven had gegeven. De volgende generatie noemde zich Coppieters-Stochove, maar weldra bleven geen naamdragers meer over. Zoon Charles Coppieters-Stochove (1804-1877) werd priester en was dertig jaar pastoor in Sijsele. Vrederechter Vincent Coppieters-Stochove (1806-1842) stierf ongehuwd en kinderloos. Advocaat Bernard Coppieters-Stochove (1810-1870) had een, zoon Charles (1869-1917), die pastoor werd in Sijsele, en een zoon, Joseph (1813-1872), die vrederechter werd en voor nakomelingen zorgde, waarvan de laatste mannelijke naamdrager, zijn kleinzoon Hubert Coppieters-Stochove, in 1950 overleed. De dochters en kleindochters van Charles Coppieters zorgden evenwel voor talrijke nakomelingen, onder meer in de families Coppieters 't Wallant, della Faille d'Huysse en van Caloen.
De jongste dochter, Anne-Thérèse Coppieters (1818-1851), huwde met de bijna twintig jaar oudere Louis-Antoine Frennelet (1799-1852). Hij was de in Brugge geboren zoon van de uit Amiens afkomstige Louis Frennelet (1741-1818), die onder het ancien régime algemeen ontvanger was voor Maritiem Vlaanderen en zelf de zoon was van Antoine Frennelet, gouverneur-generaal van Picardië. Zijn moeder was Marie-Dorothée Paccou uit Steenvoorde.
Louis Frennelet, die in de Oude Zak woonde, ligt met zijn vrouw en zijn ouders op het Brugs kerkhof begraven. Hij speelde in Brugge een rol als lid van de Commissie van de Burgerlijke Godshuizen en voogd van het hospitaal van de Potterie. Hij liet een blijvende herinnering na, doordat hij het initiatief nam de vele kunstwerken die het hospitaal bezat bijeen te brengen in de Fondatiezaal, wat de aanzet werd tot wat nu het museum van de Potterie is.
Het echtpaar Frennelet-Coppieters had zeven kinderen en ook hier overleed de moeder in het kinderbed. Alleen twee dochters huwden, met twee broers uit de familie de Thibault de Boesinghe. Marie-Isabelle Frennelet (1843-1881) huwde met Désiré de Thibault de Boesinghe (1837-1909) en langs die filiatie komen we uit bij de d'Udekems en bij koningin Mathilde en haar kinderen. Hun dochter Madeleine de Thibault (1876-1931) huwde immers met ridder Clement van Outryve d'Ydewalle (1876-1942) en een dochter uit dit huwelijk, Suzanne (1898-1983), huwde met Charles d'Udekem d'Acoz (1885-1968). Beide laatsten zijn de grootouders van Mathilde. Hun zoon Patrick d'Udekem d'Acoz (1936-2008) en zijn echtgenote Anne Marie Komorowska (° 1946) zijn haar ouders.

## Beknopte genealogie vanaf Jean-Baptiste Coppieters
- Jean-Baptiste Coppieters (1661-1732) x Marie-Gérardine van den Bogaerde
  - Robert Coppieters (1688-1754) x Catharina van Egmont
    - Robert Coppieters (1727-1797), burgemeester van Brugge, x Jeanne Le Bailly

  - Jean-Baptiste-Joseph Coppieters (1695-1783) x Jeanne van Steelant, vrouw van Wallant
    - Jean-Baptiste Coppieters (1732-1787) x Isabelle van Zuylen van Nyevelt
      - Jean-Baptiste Coppieters 't Wallant (1770-1840) x Marie-Thérèse van Renynghe (1769-1837)
        - Jean-Baptiste Adolphe Coppieters 't Wallant (1806-1860), volksvertegenwoordiger, x Marie-Thérèse Coppieters Stochove (1808-1880)
          - Alfred Coppieters 't Wallant (1835-1906), stafhouder, x Marie Ablaÿ (1844-1921)
            - Frédéric Coppieters 't Wallant (1870-1952), kapitein bij de cavalerie, x Marthe Lenaerts (1879-1944)
              - Charles Coppieters 't Wallant (1903-1986), majoor in het Geheim Leger, x Marcelle de Maleingreau d'Hembise (1903-1993)
                - Thierry Coppieters 't Wallant (1927- ) x Francine de Lanier (1932- ), voorzitter van de Federatie van Oorlogsvrijwilligers, voorzitter van de Unie van de sluikpers, vicevoorzitter van de Hoge Raad voor oorlogsinvaliden

              - Alfred Coppieters 't Wallant (1907-1985), majoor in het Geheim Leger, x Suzanne Rotsart de Hertaing (1903-1974)

            - Robert Coppieters 't Wallant (1871-1955), archeoloog, x Geneviève Corbisier
            - Jean-Baptiste Coppieters 't Wallant (1875-1956), proost van den Edele Confrérie van het Heilig Bloed, x Simone Morel de Westgaver
              - Yves Coppieters 't Wallant (1909-1968), ambassadeur, x Yolande de Smet de Naeyer

      - Charles Coppieters Stochove (1774-1864) x Thérèse-Marie Stochove
        - Joseph Coppieters Stochove (1813-1872), vrederechter x Nathalie Gilliodts (1820-1900)
          - Ernest Coppieters-Stochove (1848-1936), historicus x Valérie Delebecque (1844-1918)
            - Hubert Coppieters-Stochove (1876-1950) historicus x Gabrielle de Thibault de Boesinghe (1881-1982)

        - Anne-Thérèse Coppieters (1818-1851) x Louis-Antoine Frennelet
          - Marie-Isabelle Frennelet x Désiré de Thibault de Boesinghe
            - Madeleine de Thibault de Boesinghe x Clément van Outryve d'Ydewalle
              - Suzanne van Outryve d'Ydewalle x Charles d'Udekem d'Acoz
                - Patrick d'Udekem d'Acoz x Anne Marie Komorowska
                  - Mathilde d'Udekem d'Acoz x Filip van België
                    - Elisabeth van België

    - Albert Coppieters (1741-1832) x Sabine van Zuylen van Nyevelt (1756-1822)
      - Anselme Coppieters (1791-1831) x Marie-Anne van Ockerhout de ter Zaele (1786-1821), xx Adelaïde van Ockerhout (1793-1850)
        - Vincent Coppieters (1821-1872) x Mathilde Kervyn (1819-1872)
          - Léon Coppieters (1855-1931) x Claire Ruffo de Bonneval de la Fare (1857-1923)
            - Joseph Coppieters (1881-1960) x Gabrielle Goethals (1882-1951)
              - Thierry Coppieters (1920-2011), x Fanny de Spirlet (1921-2010)

            - Albert Coppieters (1884-1952), x Irma van Caloen (1892-1972)
              - Charles Coppieters (1915-1999), x Marie-Madeleine Claeys Bouuaert (1918-2010)

            - Etienne Coppieters (1887-1968), x Berthe de Wolff de Clairbois (1888-1970)
            - Georges Coppieters de ter Zaele (1893-1983) x Jeanne de Halleux (1894-1974)
              - Emmanuel Coppieters de ter Zaele (1925-1993) x Louise de Streel (1928-2015), xx Agnes De Munter (° 1947)

          - Paul Coppieters (1862-1938) x Marie-Aimée de Madre de Mauville (1864-1947).
            - Fernand Coppieters de ter Zaele (1894-1961)